# Colégio Dom Diogo de Sousa
Het Colégio Dom Diogo de Sousa is een particuliere school in São Vicente, Braga, Portugal. De school is opgericht in 1949 en valt onder het rooms-katholieke aartsbisdom Braga.